# Södermanlands runinskrifter 274
Runinskrift Sö 274 är en runsten som nu står utställd på Stockholms medeltidsmuseum på Helgeandsholmen i Stockholm.

## Stenen
Stenen var i början av 1600-talet inmurad "j een Wägg widh Söder Port i Stockholm", i ett stenhus i kvarteret Medusa, varifrån den togs ut 1878 i samband med en ombyggnad och ställdes i en park bakom Nationalmuseum på Blasieholmen. Den flyttades 1913 till Skansen och 1991 vidare till Medeltidsmuseet.

## Ornamentiken
Stenens ornamentik består av en runorm som slingrar i en åtta och vars båda öglor är låsta med ett par iriska koppel. I övre öglans mitt är ett likarmat, kristet ringkors. Den är utförd i yngre Ringerikestil, Pr2.

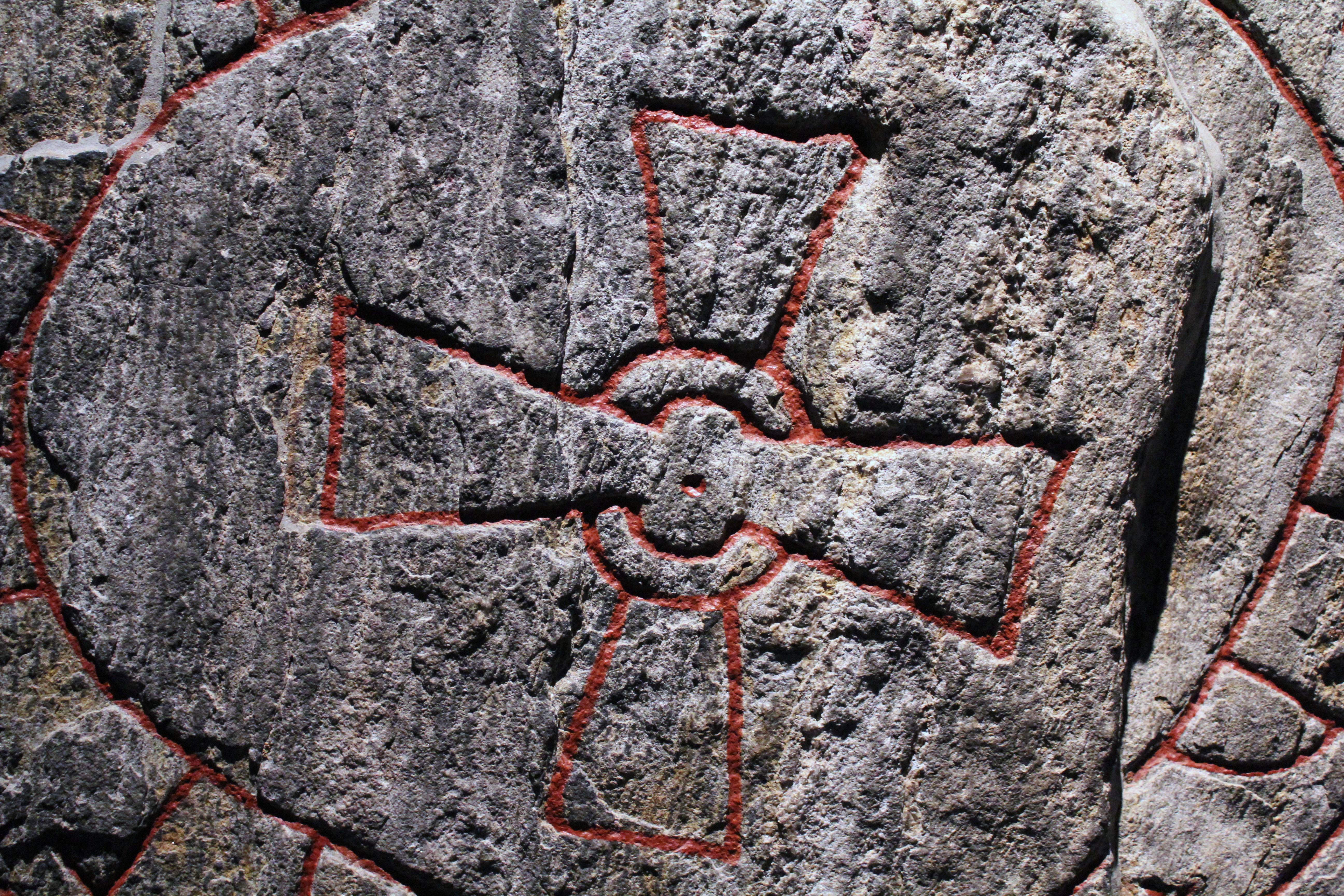
Korset på stenens mitt.
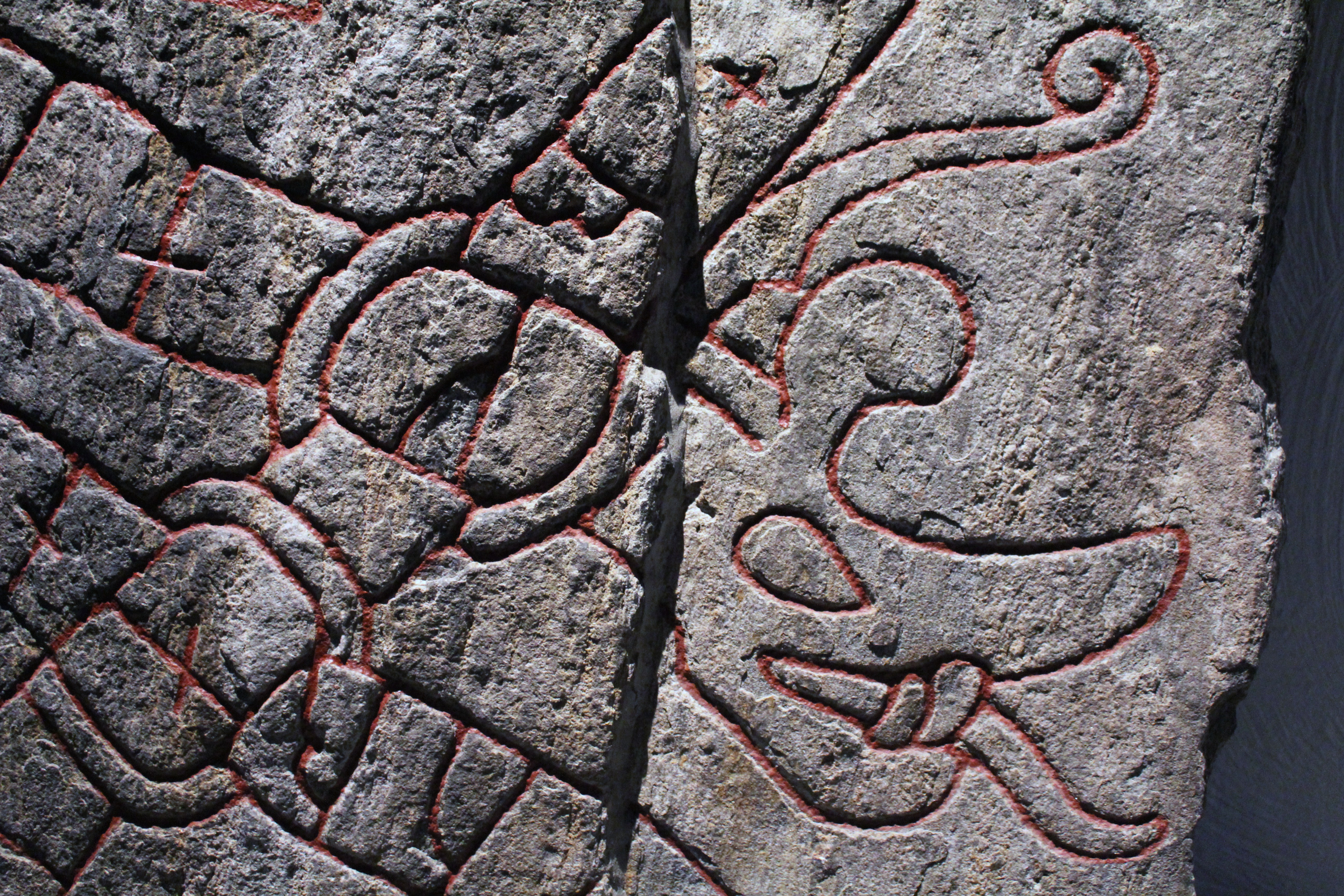
Ormhuvud och bindning.

## Inskriften
Inskriften lyder i translitterering:
+ karl [+] au[k +] oþ[is]la + litu + rai(s)... ... ... + aurnisl + faþur + -...
På normaliserad runsvenska:
Karl ok Aðisla letu ræis[a] ... ... Arnisl, faður ...
I översättning till nusvenska:
"Karl och Adisla lät resa [denna sten efter] Arnisl, fader [sin.]"

### Fotnoter
1. 1 2 3  Informationstavla på Stockholms medeltidsmuseum.
2. ↑  150:1 i Riksantikvarieämbetets Fornsök.
3. ↑  Jansson, B. F. (1967). Skansens Runstenar/Skrifter från Skansen. sid. 47
4. 1 2  Samnordisk runtextdatabas, Sö 274.